# 普化宗

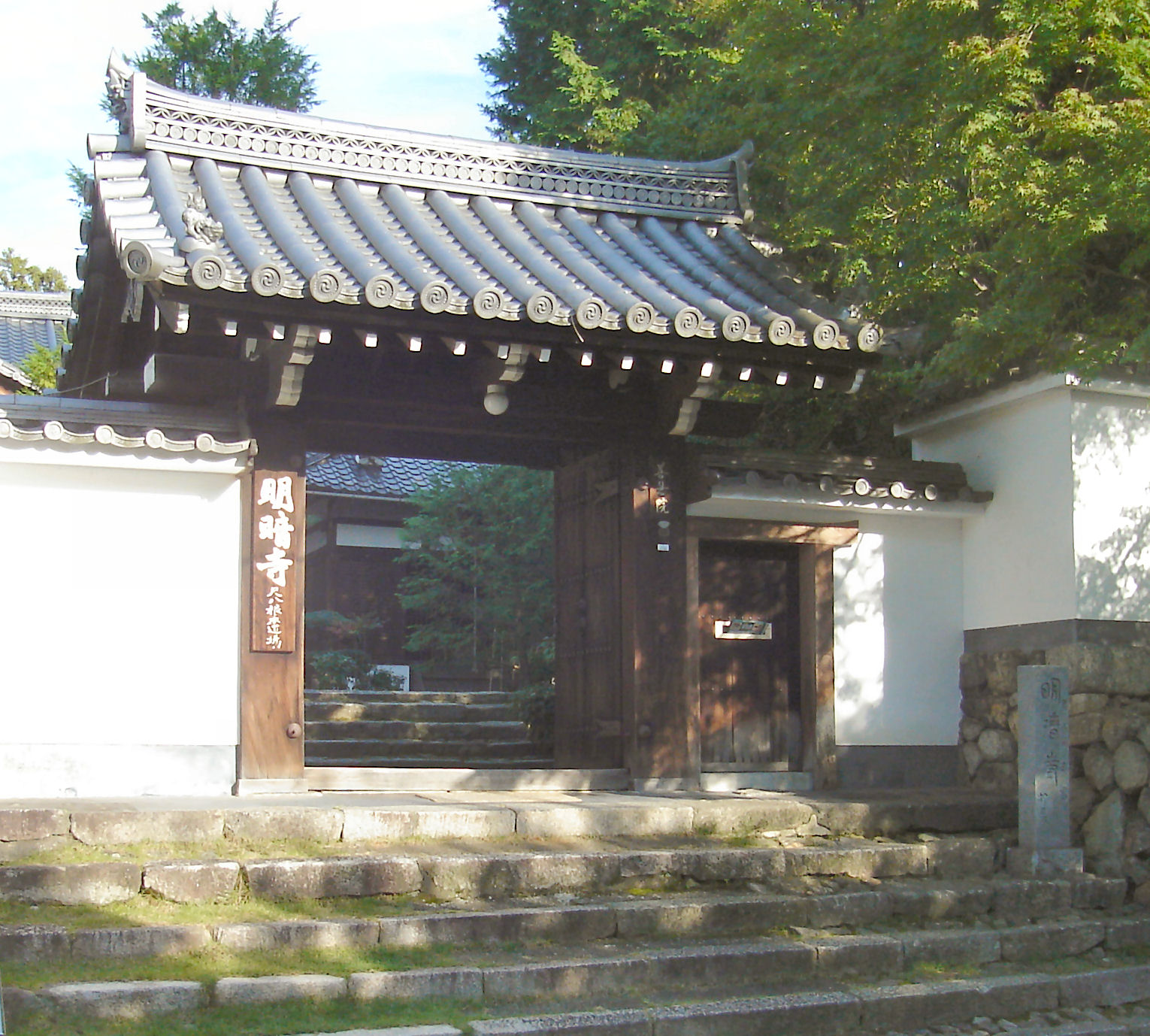
普化正宗総本山 明暗寺

普化宗（ふけしゅう）は、日本仏教の禅宗のひとつ。9世紀に中国で臨済義玄と交流のあった普化を始祖とするため、臨済宗（禅宗）の一派ともされる。普化は神異の僧であり、神仙的な逸事も多く、伝説的要素が強い。虚無宗（こむしゅう）とも言い、虚鐸（尺八）を吹きながら旅をする虚無僧で有名。

## 歴史
1249年（建長6年）日本から中国（南宋）に渡った心地覚心が、中国普化宗16代目張参の弟子である宝伏・国佐・理正・僧恕の4人の在家の居士を伴い、1254年に帰国することで、日本に伝わった。紀伊由良の興国寺山内に普化庵を建て居所とした。4人の帰化した居士は、それぞれ4人の法弟を教化し16人に普化の正法を伝え、16の派に分かれていた。後に宝伏の弟子の2人（金先、括総）の派が盛んになり、他の派は滅びてしまったり、両派を触頭として支配下に入り存続した。
心地覚心の法孫にあたる靳全（金先古山居士）がでて、北条経時の帰依を受け、下総国小金（現在の千葉県松戸市小金）に金龍山梅林院一月寺を開創し、金先派総本山となった。一方、括総了大居士は武蔵野国幸手藤袴村（現在の埼玉県幸手市）に廓嶺山虚空院鈴法寺を開創し、括総派総本山となり、一月寺と共に普化宗末寺120あまりの触頭となった。
普化宗を公称し、一つの宗派として活動するのは、近世に入ってからである。
江戸時代には虚無僧の集団による特殊な宗派で、教義や信仰上の内実はほとんどなく、尺八を法器と称して禅の修行や托鉢のために吹奏した。1614年（慶長19年）に江戸幕府より与えられたとされる「慶長之掟書」により、虚無僧の入宗の資格や服装が決められるなど組織化され、諸国通行の自由など種々の特権を持っていたため隠密の役も務めたとも言われる。
江戸幕府との繋がりや身分制度の残滓が強かったため、明治になって政府により1871年に解体され、宗派としては失われている。また、その後一月寺は日蓮正宗の寺院となり、鈴法寺は廃寺となった。しかし尺八や虚鐸の師匠としてその質を伝える流れが現在にも伝わっており、尺八楽の歴史上重要な存在である。
1950年、宗教法人として普化正宗明暗寺が再興された。

## 普化宗諸流
普化宗諸流には16派があると伝えられている。しかし、諸説がある。
1. 金先・奇竹・梅土・不智・養沢・芝隣・義文・隠巴・宗和・錐南・短尺・野木・児派・括総・小菊・根笹
2. 金先・奇竹・梅土・不智・養沢・芝隣・義文・隠巴・宗和・錐南・短尺・野木・児派・火化・夏漂・司祖